# Американское Самоа на летних Олимпийских играх 1996
Американское Самоа принимала участие в Летних Олимпийских играх 1996 года в Атланте (США) в третий раз за свою историю, но не завоевала ни одной медали. Сборную страны представляли 6 мужчин и 1 женщина, принимавшие участие в соревнованиях по боксу, вольной борьбе, лёгкой атлетике, парусному спорту и тяжёлой атлетике.

## Бокс
Спортсменов — 1
| Спортсмен              | Категория | 1/16 финала              | 1/8 финала           | 1/4 финала           | Полуфинал            | Финал                |           |
| Спортсмен              | Категория | Соперник и результат     | Соперник и результат | Соперник и результат | Соперник и результат | Соперник и результат |           |
| ---------------------- | --------- | ------------------------ | -------------------- | -------------------- | -------------------- | -------------------- | --------- |
| Фрэнсис Маселино Масое | 71 кг     | Мохамед Мармури Пор 8:11 | Не прошёл            | Не прошёл            | Не прошёл            | Не прошёл            | Не прошёл |

## Борьба
Спортсменов — 1
Вольный стиль
| Луис Парселл | 90 кг | Ричардас Пауликонис Пор 0:11 | Не прошёл | Калоян Баев Пор ТО | Завершил выступление | Завершил выступление | 20 |

## Лёгкая атлетика
Спортсменов — 2
Мужчины
| Спортсмен    | Вид           | Квалификация | Квалификация | Финал     | Финал     |
| Спортсмен    | Вид           | Результат    | Место        | Результат | Место     |
| ------------ | ------------- | ------------ | ------------ | --------- | --------- |
| Энтони Леято | Толкание ядра | 13,02        | 34           | Не прошёл | Не прошёл |

Женщины
| Спортсмен     | Вид           | Квалификация | Квалификация | Финал     | Финал     |
| Спортсмен     | Вид           | Результат    | Место        | Результат | Место     |
| ------------- | ------------- | ------------ | ------------ | --------- | --------- |
| Лиза Мисипека | Толкание ядра | 13,74        | 25           | Не прошла | Не прошла |

## Парусный спорт
Спортсменов — 2
| Класс    | Спортсмен                | Гонка | Гонка | Гонка | Гонка | Гонка | Гонка | Гонка | Гонка | Гонка | Гонка | Результат | Место |
| Класс    | Спортсмен                | 1     | 2     | 3     | 4     | 5     | 6     | 7     | 8     | 9     | 10    | Результат | Место |
| -------- | ------------------------ | ----- | ----- | ----- | ----- | ----- | ----- | ----- | ----- | ----- | ----- | --------- | ----- |
| Звёздный | Роберт Лоуренс Фуа Тавуи | 23    | 23    | н.ф.  | 24    | 25    | 25    | 23    | 12    | 25    | 22    | 177       | 24    |

## Тяжёлая атлетика
Спортсменов — 1
| Спортсмен  | Категория | Масса | Рывок | Рывок | Рывок | Толчок | Толчок | Толчок | Всего | Место |
| Спортсмен  | Категория | Масса | 1     | 2     | 3     | 1      | 2      | 3      | Всего | Место |
| ---------- | --------- | ----- | ----- | ----- | ----- | ------ | ------ | ------ | ----- | ----- |
| Эрик Браун | 91 кг     | 90,05 | 145   | 150   | 155   | 180    | 180    | 185    | 330   | 22    |